# حمله چندمرحله‌ای
حمله چندمرحله‌ای (Multistage Attack) نوعی حمله سایبری پیچیده و ساختارمند است که در آن مهاجمان به صورت تدریجی و مرحله‌به‌مرحله به اهداف خود دست می‌یابند. هر مرحله از این حمله به دقت برنامه‌ریزی می‌شود تا اطلاعات حیاتی و مهم به‌دست آید یا زیرساخت‌های حساس مختل شود. این نوع حملات معمولاً توسط گروه‌های مهاجم سازمان‌یافته و پیشرفته(Advanced Persistent Threats یا APT )انجام می‌شود و هدف آن، زیرساخت‌های حیاتی و اطلاعات مهم درباره انرژی، بانکداری، شبکه‌های دولتی، یا نظامی است.

## مراحل حمله چندمرحله‌ای

### نفوذ اولیه (Initial Access)
در این مرحله، مهاجم از روش‌هایی مانند فیشینگ، بهره‌برداری از آسیب‌پذیری‌های نرم‌افزاری، برای دستیابی به سیستم هدف استفاده می‌کند. هدف این مرحله، ایجاد یک نقطه ورود به سیستم یا شبکه است.

### حرکت جانبی(Lateral Movement)
پس از نفوذ اولیه، مهاجم تلاش می‌کند دسترسی خود را به سایر بخش‌های شبکه گسترش دهد ،مهاجم در این مرحله اطلاعات بیشتری درباره ساختار شبکه یا سیستم و نقاط آسیب‌پذیر جمع‌آوری می‌کند.

### جمع‌آوری اطلاعات یا آماده‌سازی(Data Exfiltration/Preparation)
اطلاعات حساس و حیاتی شناسایی و به سرقت برده می‌شوند. همچنین ممکن است مهاجم برای حمله نهایی و مختل کردن شبکه آماده شود.

### اجرای نهایی(Final Execution)
در این مرحله، مهاجم اهداف نهایی خود را پیاده‌سازی می‌کند. این اهداف می‌توانند شامل سرقت اطلاعات، خاموش کردن سرویس‌ها، انتشار باج‌افزار، یا مختل کردن زیرساخت‌ها باشند.

## مثال‌های برجسته
حمله به شبکه برق اوکراین یکی از نمونه‌های معروف این نوع حملات، در سال ۲۰۱۵ است. در این حمله
مهاجمان ابتدا از طریق ایمیل‌های فیشینگ به شبکه ورود کردند.
سپس با حرکت جانبی، به سیستم‌های کنترل عملیاتی (OT) دسترسی یافتند.
در نهایت با خاموش کردن تجهیزات کلیدی، باعث ایجاد قطعی برق در مناطق گسترده‌ای شدند.
حمله‌ی سایبری استاکس‌نت (Stuxnet) نیز مثالی دیگر است که در آن نرم‌افزار مخرب برای هدف‌گیری تأسیسات غنی‌سازی اورانیوم ایران طراحی شد. این حمله از روش‌های چندمرحله‌ای استفاده کرد تا هم سیستم‌های خاص را آلوده کند و  اثرات تخریبی ایجاد نماید.
حمله سایبری به شرکت سونی در سال ۲۰۱۴
در نوامبر 2014 علیه شرکت Sony Pictures Entertainment انجام شد. این حمله که به گروهی به نام "Guardians of Peace" نسبت داده شد. در این حمله
از طریق ایمیل‌های فیشینگ و استفاده از بدافزار به شبکه داخلی Sony دسترسی پیدا کردند.
پس از دسترسی اولیه، مهاجمان از تکنیک‌های حرکت جانبی استفاده کردند تا به سرورهای حساس و اطلاعات حیاتی دسترسی پیدا کنند..
اطلاعات حساس شامل ایمیل‌های داخلی، قراردادهای تجاری، و فیلم‌های منتشرنشده به طور سیستماتیک جمع‌آوری شد. همچنین بدافزارهایی طراحی شدند که داده‌ها را رمزگذاری کرده و سیستم‌ها را غیرقابل استفاده کردند.
مهاجمان اطلاعات دزدیده شده را به صورت عمومی منتشر کردند و بدافزارهای تخریبی را برای از کار انداختن سیستم‌های Sony اجرا کردند. این اقدام باعث شد شبکه‌های داخلی شرکت برای هفته‌ها غیرفعال شوند.
در نهایت انتشار ایمیل‌های حساس باعث ایجاد مشکلات جدی برای مدیریت Sony شد.